# Matt flickblomfluga
Matt flickblomfluga (Melangyna compositarum) är en tvåvingeart som först beskrevs av George Henry Verrall 1873.  Matt flickblomfluga ingår i släktet flickblomflugor, och familjen blomflugor. Arten är reproducerande i Sverige.